# Piestrzec
Piestrzec [pronunciación en polaco: /ˈpjɛstʂɛt͡s/] es un pueblo ubicado en el distrito administrativo de Gmina Solec-Zdrój, dentro del condado de Busko, Voivodato de Świętokrzyskie, en el centro-sur de Polonia. Se encuentra a unos 5 kilómetros al noreste de Solec-Zdrój, a 19 kilómetros al sureste de Busko-Zdrój, y a 60 kilómetros al sureste de la capital regional Kielce.